# Além do Tempo (álbum)
Além do Tempo é o segundo álbum de estúdio da cantora brasileira Larissa Manoela. Foi lançado em 4 de outubro de 2019, pela Deckdisc. O processo de gravação começou em 2018 e 2019, alguns meses após o lançamento de seu álbum ao vivo, Up Tour (2017), com produção de Arnaldo Saccomani e Hitmaker. Musicalmente, Além do Tempo é um disco pop, EDM e dance-pop que contém influências de folk e música acústica.
Além do Tempo conta com colaboração de Leo Cidade, na faixa "Pra Nós Dois". O álbum foi precedido por dois singles, "Desencosta" e "Hoje a Noite é Nossa".

## Lista de faixas
Lista de faixas adaptadas do ITunes.
| N.º            | Título                                   | Compositor(es)                           | Duração |  |
| 1.             | "Hoje a Noite é Nossa"                   | Wallace Vianna Pedro Breder André Vieira | 2:12    |  |
| 2.             | "Desencosta"                             | Wallace Vianna Pedro Breder André Vieira | 2:11    |  |
| 3.             | "Além do Tempo"                          | Rafael Bacchi Luiza Caspary Du Massoneto | 2:45    |  |
| 4.             | "Movimenta"                              | Xandreli Azevedo Du Massoneto            | 3:20    |  |
| 5.             | "Pra Nós Dois" (com part. de Leo Cidade) | Rafael Bacchi Luiza Caspary Du Massoneto | 3:21    |  |
| 6.             | "Garota, Menina, Mulher"                 | Rafael Bacchi Du Massoneto               | 3:01    |  |
| 7.             | "Meu Menino"                             | Carolina Zocoli Mariana Leyser           | 3:40    |  |
| 8.             | "Linha Imaginária"                       | Ivo Mozart Lucas Santos Manuca Almeida   | 2:55    |  |
| 9.             | "Somente um Pedido"                      | Leandro Fab Wallace Viana André Vieira   | 2:54    |  |
| 10.            | "Vem Cá Beijar"                          | Arnaldo Saccomani, Thais Nascimento      | 3:39    |  |
| 11.            | "Criar Asas"                             | Carolina Zocoli Mariana Leyser           | 3:02    |  |
| 12.            | "Na Pista"                               | Xandreli Azevedo Du Massoneto            | 3:27    |  |
| Duração total: | Duração total:                           | Duração total:                           | 36:27   |  |

## Históricos de lançamento
| Região | Data                  | Formato                    | Gravadora | Ref.   |
| ------ | --------------------- | -------------------------- | --------- | ------ |
| Mundo  | 04 de outubro de 2019 | Download digital streaming | Deckdisc  | [ 9 ]  |
| Brasil | 23 de outubro de 2019 | CD                         | Deckdisc  | [ 10 ] |